# Osteochilus enneaporos
Osteochilus enneaporos е вид лъчеперка от семейство Шаранови (Cyprinidae). Видът не е застрашен от изчезване.

## Разпространение
Разпространен е в Индонезия (Калимантан и Суматра), Камбоджа, Малайзия (Западна Малайзия и Саравак) и Тайланд.

## Описание
На дължина достигат до 23 cm.